# Steve Morrow
Stephen Joseph « Steve » Morrow (né le 2 juillet 1970 à Belfast) est un footballeur nord-irlandais. 

## Biographie
Morrow commence à jouer pour Bangor FC alors qu'il est encore enfant. Il rejoint Arsenal FC en 1987. Polyvalent, il peut alors occuper les postes de défenseur et milieu central. Il est pourtant prêté à plusieurs clubs : Reading, Watford, Barnet. Le  8 avril 1992, il fait enfin ses débuts avec Arsenal contre Norwich City où il entre à la place de Nigel Winterburn. Dans le même temps, Morrow fait ses débuts internationaux en mai 1990 contre l'Uruguay. En tout, il aura joué 39 matchs pour son pays en 9 ans. 
Lors de la saison 1992-93, il gagne du temps de jeu. Il joue alors la plupart de ses matchs au milieu notamment en 1/2 finale de League Cup et FA Cup. Morrow débute la finale de League Cup contre Sheffield Wednesday où il marque le but de la victoire mais aussi son 1er but pour les Gunners. Pour célébrer la victoire, Tony Adams essaye de porter Morrow qui tombe au sol et se casse le bras, ce qui l'oblige à se rendre à l'hôpital. Il doit donc déclarer forfait pour la suite de la saison et ne dispute pas la finale de FA Cup contre.. Sheffield Wednesday, remportée par Arsenal après un replay. 
La saison suivante, il joue moins (13 contre 25 lors de la saison précédente) mais débute la finale de Coupe d'Europe des vainqueurs de coupe contre Parme. Arsenal s'impose 1-0 et remporte le 2ème trophée européen de son histoire.
Morrow jouera une seconde finale de la Coupe européenne, cette fois perdue contre Real Saragosse. Lors de la saison 1995-96, dirigée par Bruce Rioch, il ne joue que cinq matchs. À l'arrivée d'Arsène Wenger en 1996, il est prêté au Queens Park Rangers dès mars 1997. À la fin de la saison, il signe définitivement pour le club anglais. 
D'abord titulaire à QPR, il perd peu à peu du temps de jeu avec la relégation du club en seconde division puis sa blessure à l'épaule qui l'empêcha de jouer une grande partie de la saison 1999-00. Il est ensuite prêté à Peterborough United où il n'arrive pas à se faire une place.
Peinant à trouver un club au Royaume-Uni, Steve Morrow s'exile aux États-Unis pour jouer dans le championnat de Major League Soccer dans le club du Dallas Burn (devenu FC Dallas en 2004). Il y passe deux saisons avant de prendre sa retraite à cause notamment de cette blessure persistante à l'épaule.
Le 3 novembre 2004, il est nommé entraîneur-assistant de Dallas mais se retire en mai pour raisons personnelles. Il revient cependant en janvier 2005 où il assiste un autre nord-irlandais Colin Clarke. Quand ce dernier se fait limoger, Morrow reprend son poste.

## Palmarès

### En club

#### Arsenal
- League Cup
  - Vainqueur: 1993

- Coupe d'Europe des vainqueurs de coupe
  - Vainqueur: 1994
  - Finaliste: 1995